# Limonia prudentia
Limonia prudentia là một loài ruồi trong họ Limoniidae. Chúng phân bố ở miền Cổ bắc.